# Chad Mendes
Chad Edward Mendes (Hanford, 1º maggio 1985) è un ex lottatore di arti marziali miste statunitense.
Ha combattuto nella categoria dei pesi piuma per l'organizzazione UFC, nella quale è stato un contendente al titolo nel 2012 e nel 2014 venendo sconfitto entrambe le volte dal campione José Aldo.

## Carriera nelle arti marziali miste

### Lotta collegiale
Mendes ha un ottimo passato nella lotta libera a livello scolastico: con la California Polytechnic State University mise a segno un record NCAA di 64-14 e in età senior la serie fu di 30-1, classificandosi come il lottatore numero 1 degli Stati Uniti. È stato un all-american nel 2005 e nel 2008.

### World Extreme Cagefighting
Dopo che Mendes entra nella squadra Team Alpha Male dove si può allenare con atleti come Urijah Faber e Joseph Benavidez combatte per l'organizzazione Palace Fighting Championship, dove inanella ben cinque vittorie consecutive.
Nel 2010 avviene il passaggio alla WEC, dove vince altri quattro incontri consecutivi.

### Ultimate Fighting Championship
L'esordio in UFC avviene il 5 febbraio 2011 contro Michihiro Omigawa: Mendes ottiene una vittoria per decisione, come anche nell'incontro successivo contro Rani Yahya.
Già al suo terzo incontro UFC Mendes ottiene la possibilità di sfidare il campione in carica José Aldo a UFC 142. L'incontro si disputa a Rio de Janeiro, in Brasile, terra natale di Aldo, il quale infligge la prima sconfitta in carriera allo statunitense con una potente ginocchiata seguita da una serie di pugni quando mancava un solo secondo alla fine del primo round.
Mendes torna alla vittoria nel luglio 2012 con un veloce KO contro Cody McKenzie.
Lo stesso anno avrebbe dovuto affrontare Hacran Dias in Australia, ma a causa di un infortunio toccato al brasiliano Mendes affrontò e sconfisse l'esordiente Yaotzin Meza ancora una volta con un KO nel primo round.
Nel 2013 Mendes avrebbe dovuto affrontare Manny Gamburyan, ma quest'ultimo diede forfait a causa di un infortunio e più tardi Mendes venne inserito in un nuovo evento contro Clay Guida, il quale a sua volta s'infortunò e venne sostituito con Darren Elkins: Mendes s'impose ancora con un KO tecnico in poco più di un minuto.
Lo stesso anno affronta finalmente Clay Guida, al tempo contendente numero 9 nei ranking ufficiali UFC della divisione, vincendo per la quarta volta consecutiva per KO e infliggendo all'ex campione Strikeforce la prima sconfitta per knock out in carriera.
In dicembre affronta il contendente numero 8 Nik Lentz vincendo ai punti.
A quel punto a Mendes venne data una nuova possibilità di sfidare il campione in carica José Aldo, ma ad un mese dall'incontro il campione brasiliano s'infortunò e l'intero evento UFC 176 venne cancellato, imponendo il posticipo del match titolato ad ottobre con l'evento UFC 179: Aldo vs. Mendes II: il rematch fu più equilibrato e terminò ai cartellini, ma il miglior striking del campione in carica portò tutti i giudici ad assegnare un punteggio di 49-46 a José Aldo.
In aprile affrontò e sconfisse Ricardo Lamas a pochi minuti dall'inizio dell'incontro. Mendes portò a segno un potente diretto destro sul volto di Lamas che capitolò al suolo, nonostante ciò riuscì a rialzarsi ma, ancora stordito, cadde nuovamente al suolo permettendo a Mendes di chiudere l'incontro con un poderoso ground and pound. Con questa vittoria si aggiudicò il premio Performance of the Night.
A luglio venne scelto come sostituto del campione dei pesi piuma UFC José Aldo, che subì un infortunio alle costole, per affrontare l'irlandese Conor McGregor in un match valido per il titolo ad interim. Dopo un primo round equilibrato, Mendes riuscì ad effettuare numerosi takedown nella seconda ripresa e da una posizione dominante al suolo andò a segno con violente gomitate sul volto dell'irlandese; a pochi secondi dalla fine del round McGregor riuscì a rialzarsi e con una combinazione di pugni pose fine all'incontro per KO tecnico.
A dicembre dovette invece affrontare Frankie Edgar all'evento finale del reality show The Ultimate Fighter 22. Dopo soli due minuti dall'inizio dell'incontro, Mendes venne colpito in pieno volto da un devastante gancio sinistro che lo portò alla sconfitta per KO.
Il 10 giugno 2016 la UFC annunciò che Mendes aveva fallito un test anti-doping della USADA effettuato fuori dalle competizioni: il 20 luglio seguente l'agenzia rivelò che il lottatore fu trovato positivo alla GHRP-6, uno stimolatore del rilascio di ormone della crescita; Mendes si dichiarò colpevole, dicendo di non essersi accertato prima che la sostanza che aveva assunto fosse proibita, e venne sospeso per due anni, rimanendo ineleggibile per combattere fino al 10 giugno 2018.
Torna a combattere il 14 luglio 2018, battendo per KO tecnico al primo round Myles Jury e vincendo il premio Performance of the Night; chiude il 2018 con una sconfitta, il 29 dicembre, contro l'australiano di origini greco-macedoni Alexander Volkanovski, incontro giudicato Fight of the Night.

## Risultati nelle arti marziali miste
| Risultato | Record | Avversario            | Metodo                           | Evento                                                    | Data              | Round | Tempo | Città                    | Note                                        |
| --------- | ------ | --------------------- | -------------------------------- | --------------------------------------------------------- | ----------------- | ----- | ----- | ------------------------ | ------------------------------------------- |
| Sconfitta | 18-5   | Alexander Volkanovski | KO (pugni)                       | UFC 232: Jones vs. Gustafsson 2                           | 29 dicembre 2018  | 2     | 4:14  | Inglewood, Stati Uniti   | Fight of the Night                          |
| Vittoria  | 18-4   | Myles Jury            | KO tecnico (pugni)               | UFC Fight Night: dos Santos vs. Ivanov                    | 14 luglio 2018    | 1     | 2:52  | Boise, Stati Uniti       | Performance of the Night                    |
| Sconfitta | 17-4   | Frankie Edgar         | KO (pugni)                       | The Ultimate Fighter: Team McGregor vs. Team Faber Finale | 11 dicembre 2015  | 1     | 2:28  | Las Vegas, Stati Uniti   |                                             |
| Sconfitta | 17-3   | Conor McGregor        | KO Tecnico (pugni)               | UFC 189: Mendes vs. McGregor                              | 11 luglio 2015    | 2     | 4:57  | Los Angeles, Stati Uniti | Per il titolo dei pesi piuma UFC ad interim |
| Vittoria  | 17-2   | Ricardo Lamas         | KO Tecnico (pugni)               | UFC Fight Night: Mendes vs. Lamas                         | 4 aprile 2015     | 1     | 2:45  | Fairfax, Stati Uniti     | Performance of the Night                    |
| Sconfitta | 16-2   | José Aldo             | Decisione (unanime)              | UFC 179: Aldo vs. Mendes II                               | 25 ottobre 2014   | 5     | 5:00  | Rio de Janeiro, Brasile  | Per il titolo dei pesi piuma UFC            |
| Vittoria  | 16-1   | Nik Lentz             | Decisione (unanime)              | UFC on Fox: Johnson vs. Benavidez 2                       | 14 dicembre 2013  | 3     | 5:00  | Sacramento, Stati Uniti  |                                             |
| Vittoria  | 15-1   | Clay Guida            | KO Tecnico (pugni)               | UFC 164: Henderson vs. Pettis                             | 31 agosto 2013    | 3     | 0:30  | Milwaukee, Stati Uniti   |                                             |
| Vittoria  | 14-1   | Darren Elkins         | KO Tecnico (pugni)               | UFC on Fox: Henderson vs. Melendez                        | 20 aprile 2013    | 1     | 1:08  | San Jose, Stati Uniti    |                                             |
| Vittoria  | 13-1   | Yaotzin Meza          | KO (pugni)                       | UFC on FX: Sotiropoulos vs. Pearson                       | 15 dicembre 2012  | 1     | 1:55  | Gold Coast, Australia    |                                             |
| Vittoria  | 12-1   | Cody McKenzie         | KO Tecnico (pugni)               | UFC 148: Silva vs. Sonnen II                              | 7 luglio 2012     | 1     | 0:31  | Las Vegas, Stati Uniti   |                                             |
| Sconfitta | 11-1   | José Aldo             | KO Tecnico (ginocchiata e pugni) | UFC 142: Aldo vs. Mendes                                  | 14 gennaio 2012   | 1     | 4:59  | Rio de Janeiro, Brasile  | Per il titolo dei pesi piuma UFC            |
| Vittoria  | 11–0   | Rani Yahya            | Decisione (unanime)              | UFC 133: Evans vs. Ortiz                                  | 6 agosto 2011     | 3     | 5:00  | Filadelfia, Stati Uniti  |                                             |
| Vittoria  | 10–0   | Michihiro Omigawa     | Decisione (unanime)              | UFC 126: Silva vs. Belfort                                | 5 febbraio 2011   | 3     | 5:00  | Las Vegas, Stati Uniti   | Debutto in UFC                              |
| Vittoria  | 9–0    | Javier Vazquez        | Decisione (unanime)              | WEC 52: Faber vs. Mizugaki                                | 11 novembre 2010  | 3     | 5:00  | Las Vegas, Stati Uniti   |                                             |
| Vittoria  | 8–0    | Cub Swanson           | Decisione (unanime)              | WEC 50: Cruz vs. Benavidez 2                              | 18 agosto 2010    | 3     | 5:00  | Las Vegas, Stati Uniti   |                                             |
| Vittoria  | 7–0    | Anthony Morrison      | Sottomissione (ghigliottina)     | WEC 48: Aldo vs. Faber                                    | 24 aprile 2010    | 1     | 2:13  | Sacramento, Stati Uniti  |                                             |
| Vittoria  | 6–0    | Erik Koch             | Decisione (unanime)              | WEC 47: Bowles vs. Cruz                                   | 6 marzo 2010      | 3     | 5:00  | Columbus, Stati Uniti    | Debutto in WEC                              |
| Vittoria  | 5–0    | Mike Joy              | Decisione (unanime)              | Tachi Palace Fights 1: Most Wanted                        | 8 ottobre 2009    | 3     | 5:00  | Lemoore, Stati Uniti     |                                             |
| Vittoria  | 4–0    | Steven Siler          | KO (pugni)                       | PFC: Best of Both Worlds 3                                | 16 luglio 2009    | 1     | 0:44  | Lemoore, Stati Uniti     |                                             |
| Vittoria  | 3–0    | Art Arciniega         | Decisione (unanime)              | PFC: Best of Both Worlds 2                                | 23 aprile 2009    | 3     | 3:00  | Lemoore, Stati Uniti     |                                             |
| Vittoria  | 2–0    | Leland Gridley        | KO Tecnico (pugni)               | PFC: Best of Both Worlds                                  | 6 febbraio 2009   | 2     | 1:58  | Lemoore, Stati Uniti     |                                             |
| Vittoria  | 1–0    | Giovanni Encarnacion  | Sottomissione (rear naked choke) | PFC 10: Explosive                                         | 26 settembre 2008 | 1     | 2:06  | Lemoore, Stati Uniti     |                                             |